# S5.98M
S5.98Mは、ロシア製のロケットエンジンで現在はブリーズ上段の動力である。14D30としても知られる。ロケット設計局KB KhIMMASHとロケット科学技術者アレクセイ・イザエフによって設計されたUDMHと四酸化二窒素を燃焼する二段燃焼サイクルのエンジンである。